# Georg David Zengerlein
Georg David Zengerlein, född 1674 i Lüneburg, död 29 januari 1729 på Ekedal i Hyringa socken, var en sachsisk-svensk militär.
Georg David Zengerlein var son till färgaren Johan Zengerlein. Han blev ingenjörkapten i sachsisk tjänst 1698 och skall fram till 1700 ha tjänat i flera olika härar under tolv års tid, då han 1700 blev tillfångatagen i slaget vid Narva. Zengerlein fördes fången till Sverige innan han efter en tid som krigsfånge övergick i svensk tjänst och 1709 blev kapten vid Västgöta tremänningsinfanteriregemente. Han blev 1710 major vid Sachsiska infanteriregementet, överstelöjtnant där 1711 och var 1716–1720 överste och chef för regementet. Zengerlein adlades 1719 och introducerades på riddarhuset samma år. Då Sachsiska infanteriregementet avdankades 1720 erhöll han avsked. Zengerlein var kommendant i Göteborg 1721 och blev 1727 överste i expektans vid Västgöta-Dals regemente.